# 플라미니오 오벨리스크

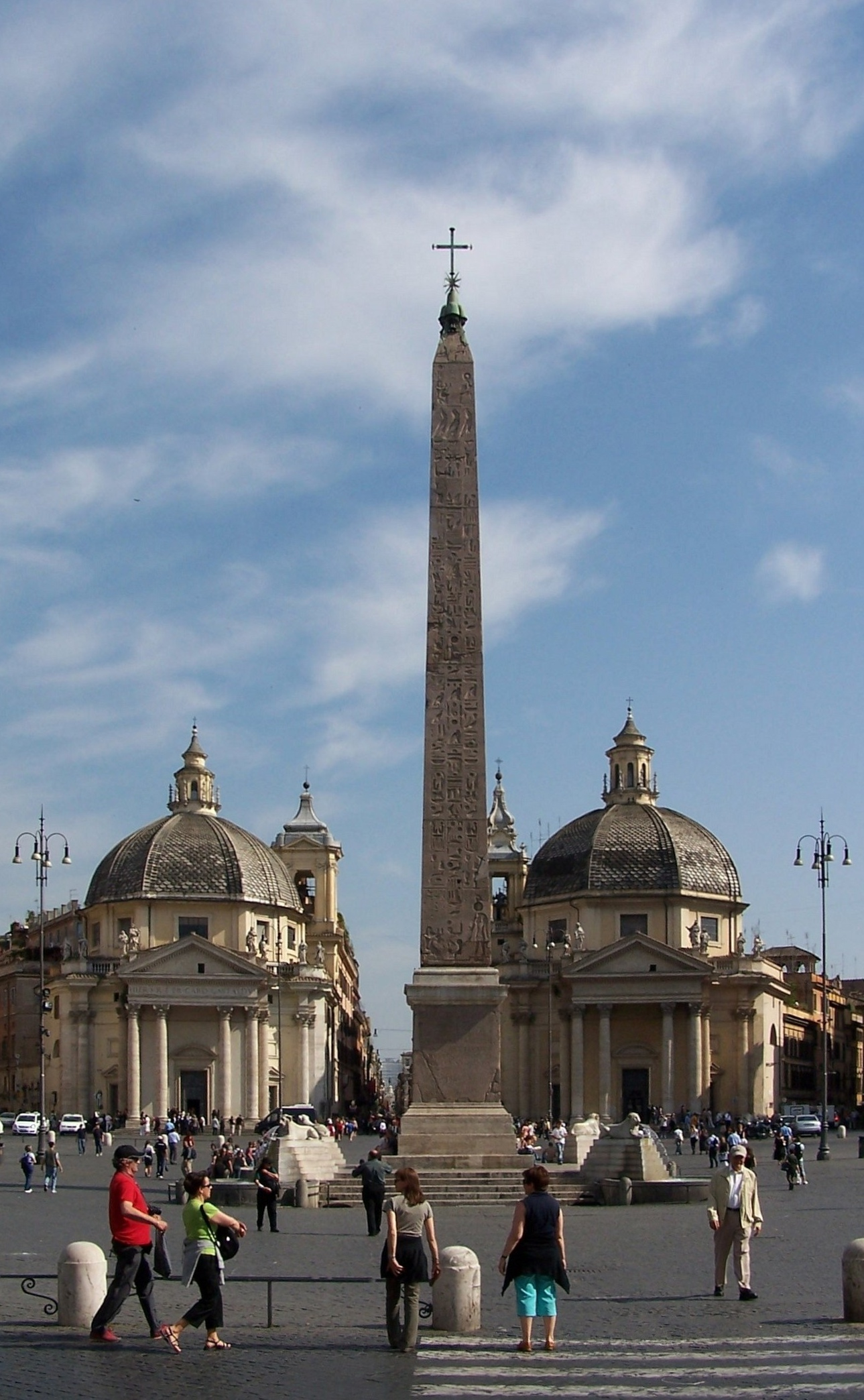
포폴로 광장의 플라미니오 오벨리스크. 뒤로는 산타 마리아 인 몬테산토 교회와 산타 마리아 데이 미라콜리 교회이다.

플라미니오 오벨리스크 (이탈리아어: Obelisco Flaminio)는 이탈리아 로마에 있는 고대 오벨리스크 13개 중 하나이다. 포폴로 광장에 위치해 있다.
높이 24 m (67 ft)에 십자가와 지지대를 합치면 36.50 m (100 ft)에 달한다.

## 역사
람세스 2세와 메르넵타 시기 (기원전 13세기) 기간에 지어졌고 헬리오폴리스에 있는 태양 신전에 있었다가, 기원전 10년 아우구스투스의 명령으로 몬테키토리오 오벨리스크와 같이 로마로 이송되어 키르쿠스 막시무스의 스피나에 놓였고, 3세기 뒤 라테라노 오벨리스크도 그랬다.
플라미니오 오벨리스크는 1587년에 세 동강이 난체 라테라노 오벨리스크와 같이 발견되었고, 1589년에 교황 식스토 5세의 명령으로 도메니코 폰타나에 의해 포폴로 광장에 세워졌다.
1823년에 주세페 발라디에르는 하부에 4개의 원형 수반과 이집트 양식을 모방한 사자 석상을 장식했다.

## 참고 서적
- Armin Wirsching, Obelisken transportieren und aufrichten in Aegypten und in Rom, Norderstedt 2007 (2nd ed. 2010), ISBN 978-3-8334-8513-8
- L'Italia. Roma (guida rossa), Touring Club Italiano, Milano 2004
- Cesare D'Onofrio, Gli obelischi di Roma, Bulzoni, 1967